# 企業賠償責任保険
企業賠償責任保険（きぎょうばいしょうせきにんほけん）は、被保険者を企業（個人事業主・法人）とする賠償責任保険。

## 種類
主な保険には次のものがある。
1. 業務遂行に関する賠償責任保険
  - 施設所有管理者賠償責任保険
  - 昇降機賠償責任保険
  - 請負業者賠償責任保険
2. 製品や業務遂行の結果に関する賠償責任保険
  - 生産物賠償責任保険
3. 第三者から預かったものに関する賠償責任保険
  - 受託者賠償責任保険
  - 自動車管理者賠償責任保険